# Le Big Bang
Le Big Bang (Vlaams: De Big Bang; Engels: The Big Bang) is een Frans-Belgische animatiefilm uit 1987, geregisseerd door Picha en gecoproduceerd door Comedia (Brussel) en Zwanz (Parijs).

## Verhaal
Na de Derde Wereldoorlog is het grootste deel van de planeet weggevaagd en enkel Russen en Amerikanen zijn blijkbaar de enige overlevenden. Ze zijn gedwongen zich te hergroeperen op hetzelfde continent, de USSSR. Maar ook een ander klein gebied is ontsnapt aan de ramp. Het wordt alleen bevolkt door vrouwen en heet Vaginia. Wanneer de twee groepen beginnen strijden, probeert God een einde te maken aan de strijd en geeft deze missie aan Fred, een vuilnisman uit de hemel.

## Stemverdeling
| Rol                           | Engels (origineel) | Frans                                            |
| ----------------------------- | ------------------ | ------------------------------------------------ |
| Fred                          | David L. Lander    | Luis Rego                                        |
| Liberty                       | Carole Androsky    | Régine Teyssot                                   |
| De hoofdkameraad van de USSSR | Marshall Efron     | Georges Aminel                                   |
| Una                           | Alice Playten      | Perrette Pradier                                 |
| Trixie                        | Joanna Rush        | Paule Emanuele                                   |
| De generaals (USSSR)          | ???                | William Sabatier Michel Elias Roger Carel        |
| De generaals (Vaginia)        | ???                | Martine Meiraghe Arlette Thomas Céline Monsarrat |

Overige stemmen:
- Engels (origineel): Marvin Silbersher, Jerry Bledsoe, Josh Daniel, Bob Kaliban, George Osterhan, Ray Owens, Deborah Taylor, Ron Vernan en Roberta Wallach
- Frans: Georges Aminel (president van het universum, verteller), Michel Modo, Richard Darbois, Henri Djanik, Marie-Brigitte Andrei, Luc Bernard, Igor de Savitch, Danièle Dinant, Marcel Guido, Pauline Larrieu, Philippe Peythieu, Jean-Claude Robbe en Jacques Seyel

| Credits nasynchroniseren | Credits nasynchroniseren | Credits nasynchroniseren |
| Rol                      | Engels (origineel)       | Frans                    |
| ------------------------ | ------------------------ | ------------------------ |
| Studio                   | ???                      | PM Productions           |
| Regie                    | Tony Hendra              | Jean Droze               |
| Adaptatie                | Tony Hendra              | Guy Lionel               |

## Release
De film ging op 6 maart 1987 in première in Denemarken (onder de distributie van Scala Film) en ging vervolgens in première in de Franse bioscopen op 18 maart (onder de distributie van 20th Century Fox France). Enkele maanden later verscheen de film ook in zowel de Belgische als de Zwitserse bioscopen.
In Nederland werd de film op VHS uitgebracht onder de distributie van Concorde Video.